# Эстуарий Темзы
Эстуарий Темзы (англ. Thames Estuary) — устье Темзы, расширяющееся в Северное море.
Западная граница эстуария проходит к востоку от Лондонского Сити; восточная — по устьям рек Блэкуотер и Крауч в графстве Эссекс на севере и реки Медуэй и протоки Суол (близи острова Шеппи) в графстве Кент на юге. Большим эстуарием Темзы называется открытая часть эстуария, расположенная непосредственно у Северного моря. Высота приливов на берегах эстуария достигает 4-х метров.
В эстуарии Темзы находятся морские порты Лондона, на реке Медуэй — Темзпорт и порты городов Ширнесса, Чатема. В 8,5 км от берега в районе Северного моря установлены десятки турбин ветряной электростанции. Разговорный акцент в Лондоне и прилегающей к эстуарию графствах Эссекс и Кент получил название «эстуарный английский».
Планируется совмещённая (железнодорожная и автомобильная) переправа.